# 6 (numero)

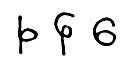
L'evoluzione del numero sei dagli Indiani agli Europei

Sei (indoeuropeo *sueks-; cf. latino sex, greco ἕξ, sanscrito ṣáṣ-, gotico saihs, armeno vec) è il numero naturale dopo il 5 e prima del 7.
(Agostino d'Ippona da La città di Dio)

## Proprietà matematiche
- È un numero pari.
- È un numero composto e ha i seguenti divisori: 1, 2, 3, 6.
- Siccome la somma dei divisori (escluso il numero stesso) è 6 è un numero perfetto. È il primo numero perfetto; i successivi sono 28 e 496.
- È un numero altamente composto.
- È un numero semiprimo.
- È un numero scarsamente totiente.
- È un numero di Harshad completo, ovvero è numero di Harshad in qualunque base sia espresso.
- È un numero di Wedderburn-Etherington.
- È un numero idoneo.
- È un numero di Ulam.
- È il fattoriale di 3.
- È un numero multiperfetto.
- È il terzo numero triangolare e il primo numero esagonale. Ogni numero perfetto pari è triangolare ed esagonale.
- È il più piccolo numero diverso da 1 il cui quadrato (36) sia un numero triangolare. il numero successivo che gode di questa proprietà è il 35.
- È un numero strettamente non palindromo.
- È un numero congruente.
- È parte della terna pitagorica (6, 8, 10).
- È un primoriale, essendo il prodotto dei primi due numeri primi (6 = 2 x 3).
- È un numero a cifra ripetuta nel sistema di numerazione posizionale a base 5 (11).
- È un numero pratico.
- È un numero intero privo di quadrati.
- È un numero malvagio.
- È un numero semiperfetto.
- È un numero oblungo, ovvero della forma n(n+1).

### Il 6 in geometria
- È il numero di facce del cubo.
- È il numero di lati dell'esagono.

## Chimica
- È il numero atomico del carbonio (C).

## Astronomia
- 6P/d'Arrest è una cometa periodica del sistema solare
- 6 Hebe è un asteroide della fascia principale scoperto il 1º luglio 1847.
- L'oggetto numero 6 del Catalogo di Messier (M6) è l'Ammasso della Farfalla.
- NGC 6 è una galassia lenticolare della costellazione di Andromeda.

## Astronautica
- Cosmos 6 è un satellite artificiale russo.

## Simbologia

### Cabala
- La sesta Sephirot indica la Bellezza, la Compassione, il Principio Armonizzante, la Gloria. Ha nome Tiferet o Rachamin.
- Viene usato nelle lingue protosinaitiche, lingue semitiche quindi negli alfabeti: fenicio, aramaico, ebraico, siriaco e arabo; Waw (sesta lettera e insieme numero sei), che ha come significato letterale gancio/piccheto/lancia.
- La parola bereshit se proviamo a scomporla risulta, שית e ברא, il termine shit in aramaico corrisponde al numero 6, per cui la traduzione risulterebbe creò il sei.
- Il primo verso di bereshit, Genesi, è composto di 28 lettere ebraiche di cui sei aleph, א, che occupano il 3º, il 9º, il 10º, il 15º, il 23º e il 26º posto. La somma di questi posizionamenti è uguale a 86, che è la somma delle lettere della parola אלהים, che è il nome di Dio.

### Numerologia
- Secondo Allendy il sei è il simbolo dell'opposizione della creatura al Creatore che è l'origine di tutte le ambivalenze legate a questo numero e del suo pendolarismo fra il bene e il male.[senza fonte]
- In geometria rappresenta l'esagono e la stella a sei punte.
- Viene anche definito come “numero completo” perché composto dalla sommatoria di 1+2+3.

### Smorfia
- Nella smorfia il numero 6 è "quella che guarda per terra" (la vulva).

### Giochi
- Nel SuperEnalotto è il numero che determina la massima vincita di esso. Esso indica infatti il numero dei numeri necessari per vincere.

## Convenzioni

### Sport
- Le seguenti squadre di pallacanestro della NBA hanno ritirato la maglia numero 6:
  - Boston Celtics, in omaggio a Bill Russell
  - Phoenix Suns, in omaggio a Walter Davis
  - Sacramento Kings, in omaggio ai tifosi ("il sesto uomo")
- Le seguenti squadre di calcio hanno ritirato il numero 6:
  - Milan, in omaggio a Franco Baresi
  - Roma, in omaggio ad Aldair
  - Genoa, in omaggio a Gianluca Signorini
  - Nella numerazione base del calcio a 11 il 6 è il numero di uno dei due centrali di difesa.
- 6 è il numero di giocatori di una squadra di Hockey sul ghiaccio
- 6 è il numero di giocatori di una squadra di Pallavolo
- Nel rugby a 15 la maglia numero 6 è indossata dal Terza linea sinistro.

### Urbanistica
Sei sono i sestieri di Venezia: Cannaregio, Castello, Dorsoduro, San Marco, San Polo, Santa Croce.
Le sei porte storiche della Milano medioevale erano (in senso orario cominciando da nord): Porta Comasina, Porta Nuova, Porta Orientale, Porta Romana, Porta Ticinese, Porta Vercellina.

### Scuola
- Nel sistema di valutazione scolastico italiano il voto 6 (nelle pagelle scritto per esteso, sei) corrisponde alla sufficienza.

## Termini derivati e collegati
- Esagono
- Senario
- Sestante
- Sestante (strumento)
- Sesterzio
- Sestetto
- Sestiere
- Sestina lirica
- Sesto, Sexten
- Sesto Calende
- Sesto Campano
- Sesto Fiorentino
- Sesto al Reghena
- Sesto San Giovanni
- Sesto ed Uniti
- Sestu